# 구사카촌 (가나가와현)
구사카촌(일본어: 日下村)은 1889년 4월 1일부터 1927년 4월 1일까지 존재했던 일본 가나가와현 구라키군의 촌이다.

## 개요
가나가와현 구라기군 중부에 위치한 촌이다. 현재의 가나가와현 요코하마시 고난구 남부, 이소고구 서부에 해당된다.

## 연혁
- 1889년 4월 1일 - 정촌제의 시행에 의해 사사시타촌, 히노촌, 야베노촌, 다나카촌, 구리키촌, 가미나카자토촌, 미네촌, 히토리자와촌이 합병해 성립하였다.
- 1927년
  - 4월 1일 - 요코하마시 편입.동일일 시모무라 폐지.
  - 10월 1일 - 요코하마시가구제 시행.구 촌역 가운데 사사시타쵸, 히노쵸가 나카구, 잔부가 이소고구가 된다.
- 1943년 12월 1일 - 나카구의 고토부키 경찰서, 오오오카 경찰서 관내가 분구 해 미나미구를 신설. 사사시타초, 히노초가 미나미구가 된다.
- 1969년 10월 1일
  - 미나미구 중 가미오오카초, 사사시타초, 히노초의 일부가 이소고구에 편입하였다.
  - 미나미구의 고난 지소 관내가 분구하여 고난구를 신설하였고. 사사시타초, 히노초의 잔부가 고난구가 되었다.

## 교통

### 철도 노선
네기시선의 히로미쓰다이역, 고난다이역, 요코하마 시영 지하철 블루 라인의 고난 중앙역은, 당시는 미개업이였다.

### 도로
- 가마쿠라 가도(현재의 가나가와 현도 21호 요코하마 가마쿠라 선)

## 참고 문헌
- 角川日本地名大辞典編纂委員会,『角川日本地名大辞典 神奈川県』1984, 角川書店